# Dyne
Il dyne, dine o dina  (dal greco δύναμις, dynamis, cioè "forza", "potenza") è l'unità di misura della forza del sistema CGS. Il suo simbolo è dyn. Nel sistema MKS corrisponde a 1⁄100 000 di newton.
Il dyne può essere definito come la forza necessaria a dare un'accelerazione di 1 centimetro al secondo² a una massa di un grammo.
Dyne per centimetro è l'unità di misura normalmente associata alla tensione superficiale.  Per esempio, la tensione superficiale dell'acqua distillata è 72 dyn/cm a 25 °C (298,15 K).